# Campylorhynchus jocosus
Campylorhynchus jocosus е вид птица от семейство Troglodytidae.

## Разпространение
Видът е разпространен в Мексико.